# Çınarlıdere, Malkara
Çınarlıdere là một xã thuộc huyện Malkara, tỉnh Tekirdağ, Thổ Nhĩ Kỳ. Dân số thời điểm năm 2011 là 323 người.